# Кухари (Малопольське воєводство)
Кухари (пол. Kuchary) — село в Польщі, у гміні Нове Бжесько Прошовицького повіту Малопольського воєводства.
Населення — 347 осіб (2011).
У 1975-1998 роках село належало до Краківського воєводства.

## Демографія
Демографічна структура станом на 31 березня 2011 року:
|          | Загалом | Допрацездатний вік | Працездатний вік | Постпрацездатний вік |
| -------- | ------- | ------------------ | ---------------- | -------------------- |
| Чоловіки | 162     | 33                 | 104              | 25                   |
| Жінки    | 185     | 52                 | 95               | 38                   |
| Разом    | 347     | 85                 | 199              | 63                   |